# Nepenthes pudica
Nepenthes pudica és una planta de gerra tropical coneguda en nombroses localitats del districte de Mentarang Hulu, a Kalimantan del Nord, Borneo, on sorgeix entre 1.100 i 1.300 metres per sobre el nivell del mar. Se la coneix per produir tiges subterrànies achlorophyllous que suporten gerres subterrànies funcionals, mentre que molt poques gerres són produïdes sobre el terra.
La planta pot haver evolucionat les seves gerres subterrànies a conseqüència de les estacions seques d'on habita. Apareix per a capturar, predominantment, formigues, com fan la majoria d'espècies estudiades del gènere Nepenthes, si bé també s'alimenta de cucs, larves i escarabats. Aquesta és la primera espècie de planta de gerra, de qualsevol gènere, que utilitza trampes concretes en el medi subterrani. Morfològicament, és més proper a la Nepenthes hirsuta i a la Nepenthes hispida.
L'epítet concret pudica és el mot en llatí per «tímid» o «modest» i es refereix a la tendència de l'espècie per a encobrir les seves gerres.

## Descripció
Els brots d'escalada són fins al voltant de 20 metres de llarg amb una tija d'un diàmetre d'entre 4 i 6 mil·límetres. Els entrenusos són fins a 4 centímetres de llarg i els brots basals subterranis són curts, amb fulles achlorophyllous, reduïdes parcialment o completament, que suporten gerres més baixes correctament desenvolupades. No s'ha percebut que aquests brots subterranis es bifurquin o desenvolupin arrels.